# Mbeya Rural (huyện)
Mbeya Rural là một huyện thuộc vùng Mbeya, Tanzania. Thủ phủ của huyện Mbeya Rural đóng tại Mbeya. Huyện Mbeya Rural có diện tích 2334 ki lô mét vuông. Đến thời điểm điều tra dân số ngày 25 tháng 8 năm 2002, huyện Mbeya Rural có dân số 254069 người.